# Javier Lozano Alarcón
Pour les articles homonymes, voir Alarcon.
Javier Lozano Alarcón fut le Secrétaire du Travail et de la Prévision Sociale du Mexique entre 1er décembre 2006 et 14 décembre 2011.
Il est largement connu sous le pseudonyme de "Sac de Pus".